# París-Roubaix 1949
La 47.ª edición de la carrera ciclista París-Roubaix tuvo lugar el 18 de abril de 1949 y fue ganada por el italiano Serse Coppi y por el francés André Mahé quienes fueron clasificados ex-æquo.  André Mahé fue el primer corredor que cruzó la línea de meta, pero lo hizo después de que unos oficiales de carrera se equivocaran e hicieran entrar al velódromo al grupo que marchaba escapado por un lugar equivocado. Tuvieron incluso que entrar al Velódromo de Roubaix saltando con la bicicleta por las gradas. Serse Coppi, hermano del afamado Fausto Coppi, fue el primer ciclista que cruzó la meta entrando al velódromo por el lugar adecuado. Después de una gran polémica se decidió nombrar a los dos ciclistas ganadores de aquella edición.

## Desarrollo de la carrera
217 corredores tomaron la salida en Saint-Denis. Esta edición fue anunciada como un duelo entre el belga Rik Van Steenbergen, quien defendía título, y el italiano Fausto Coppi, quien participaba por primera vez.
Después de una corta escapada de Paolieri, Buenaventura, y Walkiers Brambilla, más tarde se unió Bernard Gauthier, Lambrechts, Mallabrocca y Gherardi quienes formarán un nuevo grupo. Consiguieron un minuto y 15 segundos de ventaja. En Amiens, tres corredores, Accou, Florent Mathieu y Rossi, les seguían con 1 minuto y 45 segundos y por encima de Jean Robic y Luis Deprez. En la cima Doullens, este último tomó la delantera con Bernard Gautier. Diez corredores les seguían a 30 segundos, y luego otros 150 a un minuto y quince segundos. En Arras, el paquete se volvió a unir.
Muchos corredores destacados para la victoria abandonan por caídas. Ferdi Kubler y Rik Van Steenbergen abandonan tras caerse, respectivamente en Amiens y en Arras.
A 26 kilómetros de la llegada en Seclin, el francés Jesús Moujica se escapa. Los belgas Florent Mathieu y Frans Leenen se unen a él. El francés André Mahé también deja el pelotón y les da caza. Mathieu cae en Hem, después Moujica se cae y rompe un pedal de su bicicleta. Al llegar al velódromo de Roubaix, Mahe y Leenen, así como Moujica que les seguía, son mal orientados por la policía. Entran a la pista por la puerta de la sala de prensa. Mahe es el primero en cruzar la línea de meta. Un importante pelotón pasa poco después. El italiano Serse Coppi, hermano de Fausto Coppi, vence al sprint por delante de André Declerck.
Mahé fue nombrado el ganador e hizo la vuelta de honor por la victoria. Serse Coppi, con el apoyo de su hermano Fausto, planteó una reclamación: el itinerario oficial no ha sido respetado por los primeros corredores. Mahe es descalificado, y Serse Coppi el ganador. Durante la semana siguiente, la Federación Francesa de Ciclismo (FFC) designa vencedor a Mahe. La Federación Italiana de Ciclismo impugnó esta decisión ante la Unión Ciclista Internacional (UCI), que anuló el resultado en agosto y fijó la decisión final en noviembre, durante su convención en Zúrich. Por su parte, Fausto Coppi amenaza con no seguir participando en la París-Roubaix, si no se toma una decisión favorable a su hermano. La UCI decidió bajo presión otorgar la victoria a André Mahé y Serse Coppi.

## Clasificación final
|    | Ciclista              | Equipo             | Tiempo     |
| -- | --------------------- | ------------------ | ---------- |
| 1  | Serse Coppi           | Bianchi-Ursus      | 6h 11' 59" |
| 1  | André Mahé            | Stella-Dunlop      | m. t.      |
| 3  | Frans Leenen          | Starnord           | m. t.      |
| 4  | Georges Martin        | Rhonson            | m. t.      |
| 5  | Jésus-Jacques Moujica | Mercier-Hutchinson | m. t.      |
| 6  | André Declerck        | Bertin             | m. t.      |
| 7  | Florent Mathieu       | Rochet             | m. t.      |
| 8  | Roger Gyselinck       | Groene Leeuw       | m. t.      |
| 9  | Achiel Buysse         | -                  | m. t.      |
| 10 | Albert Anciaux        | Peugeot            | m. t.      |